# 6590 Barolo
6590 Barolo este un asteroid din centura principală de asteroizi.

## Descriere
6590 Barolo este un asteroid din centura principală de asteroizi. A fost descoperit pe 15 octombrie 1985 la Stația Anderson Mesa de Edward L. G. Bowell. El prezintă o orbită caracterizată de o semiaxă mare de 3,02 ua, o excentricitate de 0,10 și o înclinație de 9,0° în raport cu ecliptica.